# Greyia flanaganii
Greyia flanaganii är en tvåhjärtbladig växtart som beskrevs av Harry Bolus. Greyia flanaganii ingår i släktet Greyia och familjen Melianthaceae. Inga underarter finns listade i Catalogue of Life.